# Secuestro a las patrullas de Mahbes y Esmara de 1975
El Secuestro a las patrullas de Mahbes y Esmara de 1975 también conocido como secuestro a las patrullas Pedro y Domingo de 1975 fue un atentado terrorista del Frente Polisario que tuvo lugar los días 9 y 10 de mayo de 1975 en el norte del Sahara español.

## Ataques
El día 9 de mayo de 1975 fue secuestrada la patrulla de la Agrupación de Tropas Nómadas de Mahbes, conocida como patrulla Pedro, al mando del teniente Francisco Lorenzo Vázquez con 34 soldados. El secuestro fue obra de la traición propios soldados indígenas, 27 en total, tras haber sido previamente adoctrinados por el Frente Polisario. Los soldados fueron retenidos en Tinduf. Ante la falta de contacto por radio, en su búsqueda salió el día 10 de mayo de 1975 la patrulla de la Agrupación de Tropas Nómadas de Esmara, conocida como patrulla Domingo, al mando del teniente Antonio Fandiño Navarro con 34 soldados, siendo 27 indígenas. El día 11 se produjo su secuestro, nuevamente planeado por soldados indígenas traidores, que obligaron al desarme de los soldados entre los que se encontraban saharauis que no se habían sumado al plan de secuestro. Fue asesinado Ángel Moral Moral cuando hizo por su arma reglamentaria para hacer frente al secuestro.
Los soldados fueron llevados a Tinduf, y el Frente Polisario se apropió de cuantas armas y vehículos componían las patrullas. Los cuatro tenientes fueron sometidos a torturas. El 10 de julio liberaron a dos soldados heridos. El 9 de septiembre, cuatro meses después, fueron entregados en la embajada española en Argel. Sin embargo, el cuerpo de Ángel Moral Moral se entregó el 20 de octubre.

## Víctimas
Fue asesinado Ángel Moral Moral de la patrulla de Mahbes, natural de Quintanilla del Agua, mientras realizaba el servicio militar. Su cadáver fue trasladado junto a sus compañeros a Tinduf y enterrado. Fue entregado con la liberación del empresario Antonio Martin y del  soldado médico José María Sastre Papiol, el 20 de octubre de 1975 a cambio de cinco presos en Tenerife del Frente Polisario. En 2014 a Ángel Moral le fue concedida la Gran Cruz de la Real Orden de Reconocimiento Civil a las Víctimas del Terrorismo.
Además, durante el secuestro fue herido grave el soldado Antonio Bauza y leve Daniel Fuentes. Durante el secuestro de cuatro meses, fueron torturados por el Polisario los tenientes Francisco Lorenzo Vázquez, José Manuel Sánchez-Gay Venegas, Antonio Fandiño Navarro y Juan Antonio Álvarez Jiménez y Pepe Lara Romero que realizada el servicio militar.

## Consecuencias
El secuestro de las patrullas tuvo lugar escasos días antes de la visita de la Misión de las Naciones Unidas. La sedición de los soldados indígenas dejó perplejos al conjunto de la Agrupación de Tropas Nómadas. Los europeos, como se conocía a los no indígenas, de pronto, tuvieron que comenzar a sospechar de soldados con los mantenían lazos de amistad y compañerismo. Comenzaron las deserciones de soldados indígenas que se pasaban al Frente Polisario con vehículos, armas e información.
Sin consecuencias penales para el Frente Polisario. Dentro de la inestabilidad política que caracterizó al tardofranquismo, el suceso tuvo escasa repercusión en los medios de comunicación.